# Майерсон, Роджер
Роджер Брюс Ма́йерсон (англ. Roger Bruce Myerson; род. 29 марта 1951, Бостон) — американский экономист, лауреат Нобелевской премии по экономике 2007 года за «создание основ теории оптимальных механизмов» (вместе с Леонидом Гурвичем и Эриком Маскиным). Заслуженный профессор экономики в государственной школе им. Харриса Чикагского университета.
Член Национальной академии наук США (2009) и Американского философского общества (2019).

## Биография
Родился в еврейской семье в Бостоне. Получил диплом бакалавра с отличием в Гарвардском университете и степень магистра наук в области прикладной математики. Тема докторской диссертации, написанной на степень доктора философии в 1976 году: «Теория кооперативных игр». Помимо преподавания в Северо-Западном университете, был приглашённым исследователем в Билефельдском университете, в 1985-1986, а также в 2000-2001 годах был приглашённым профессором экономики в Чикагском университете.
Бакалавр (1973), магистр (1973) и доктор философии (1976) по прикладной математике Гарвардского университета. С 1976 по 2001 год преподавал экономику в Северо-Западном университете (профессор с 1982 года); с 2001 года — профессор Чикагского университета. С 1983 году года научный сотрудник, с 2009 году — президент Эконометрического общества. С 1993 года член Американской академии искусств и наук, с 2010 года — член Совета по международным отношениям, с 2012 года — Президент общества Теории игр.
Новаторство и вклад в Нобелевскую премию Майерсона заключаются в том, что он обнаружил фундаментальную связь между распределением, которое должно быть осуществлено, и денежными стимулами, побуждающими агентов раскрывать свою информацию. Суть теории дизайна экономических механизмов Майерсона в том, что он разработал методы для того, чтобы отличить ситуацию, в которой рынок работает хорошо от неработающего рынка. Основная его теорема названа теоремой эквивалентности доходов, чаще всего используется при разработке аукционов. Майерсон использовал теорию игр Нэша в политологии для того, чтобы изучать и сравнивать, как работают избирательные системы.
В его честь названа теорема Майерсона — Саттервейта и механизм Майерсона.
Включён в список граждан США, находящихся под персональными санкциями, включая запрет на въезд в Российскую Федерацию.

## Произведения
- Optimal auction design // Mathematics of Operations Research. 1981. Vol. 6, No 1. P. 58—73.
- «Теория игр: анализ конфликта» (Game Theory: Analysis of Conflict, 1991).
- «Вероятностные модели принятия экономических решений» (Probability Models for Economic Decisions, 2005).
- Serguey Braguinsky, Roger Myerson. "A macroeconomic model of Russian transition, " The Economics of Transition, The European Bank for Reconstruction and Development, 2007, vol. 15(1), pages 77–107, January.
- Serguey Braguinsky, Roger Myerson. "Capital and growth with oligarchic property rights, " Review of Economic Dynamics, Elsevier for the Society for Economic Dynamics, 2007, vol. 10(4), pages 676—704, October.